# Spotech
株式会社Spotech は、東京都品川区に本社を置き、インターネットを活用した新規事業創出支援を行う日本の企業である。

## 概要
グローバルIT人材の時間を遠隔（リモート）で貸切採用できるグローバルプラットフォームを運営している。